# 都洨縣
都洨縣，是孫吳交州九德郡下轄的一個縣。晉、劉宋（為都汱縣）、南齊仍置。

## 沿革
- 周時越常氏地。
- 吳置九德郡，統縣八：九德縣、咸驩縣、南陵縣、陽遂縣、扶苓縣、曲胥縣、浦陽縣、都洨縣[1]。
- 宋九德郡，統縣十一[2]：浦陽縣、九德縣、咸驩縣、都汱縣、西安縣、南陵縣、越常縣、宋泰縣、宋昌縣、希平縣[3][4]。
- 南齊九德郡，領縣七：九德縣、咸驩縣、浦陽縣、南陵縣、都洨縣、越常縣、西安縣[5]